# Earomyia caudicula
Earomyia caudicula är en tvåvingeart som beskrevs av Morge 1959. Earomyia caudicula ingår i släktet Earomyia och familjen stjärtflugor. Inga underarter finns listade i Catalogue of Life.